# Helminthosporium apiculatum
Helminthosporium apiculatum är en svampart som beskrevs av Corda 1837. Helminthosporium apiculatum ingår i släktet Helminthosporium och familjen Massarinaceae.   Inga underarter finns listade i Catalogue of Life.